# Litouws curlingteam (vrouwen)
Het Litouws curlingteam vertegenwoordigt Litouwen in internationale curlingwedstrijden.

## Geschiedenis
Litouwen nam voor het eerst deel aan een internationaal toernooi tijdens het Europees kampioenschap van 2006, in het Zwitserse Bazel. De Litouwers, onder leiding van skip Virginija Paulauskaitė, beëindigden het toernooi op de laatste plaats. Het team kon geen enkele van diens vijf wedstrijden winnend afsluiten. Een jaar later verging het de Litouwers iets voorspoediger. Ditmaal kon het land twee van diens zes wedstrijden winnen, waardoor het toch enkele landen achter zich kon houden in het eindklassement. Er werd evenwel ook met 18-0 verloren van Noorwegen, nog steeds de grootste Litouwse nederlaag uit de geschiedenis. Na twee deelnames trok het Litouwse damesteam zich voor lange tijd terug uit de curlingwereld.
Het zou nog tot 2016 duren vooraleer het land zijn wederoptreden maakte op het Europees kampioenschap. Bij de terugkeer moest Litouwen aantreden in de C-divisie, waaruit het meteen wist te promoveren. Vervolgens wist Litouwen zich te handhaven in de tweede afdeling. Het land wist dit kunststukje de komende jaren te herhalen, totdat het in 2019 als laatste eindigde in de B-divisie, nota bene het eerste jaar dat het Litouwse team niet geleid werd door Paulauskaitė. Maar bij de daaropvolgende editie wist Litouwen wederom te promoveren en zich te handhaven in de B-divisie. In 2023 eindigde het team van Paulauskaitė als tweede in de B-divisie en wist zo promotie naar de hoogste afdeling af te dwingen. Hierin eindigde Litouwen een jaar later op de achtste plaats, waarmee het behoud in de hoogste afdeling wist te verzekeren, en zich voor het eerst wist te plaatsen voor het wereldkampioenschap. Op dat WK eindigde Litouwen evenwel als dertiende en laatste.
Op de Olympische Winterspelen was het land nog niet present.

## Litouwen op het wereldkampioenschap
| Jaar | Plaats        | Skip          | WG            | W             | V             | PV            | PT            |
| ---- | ------------- | ------------- | ------------- | ------------- | ------------- | ------------- | ------------- |
| 1990 | Geen deelname | Geen deelname | Geen deelname | Geen deelname | Geen deelname | Geen deelname | Geen deelname |
| 1991 | Geen deelname | Geen deelname | Geen deelname | Geen deelname | Geen deelname | Geen deelname | Geen deelname |
| 1992 | Geen deelname | Geen deelname | Geen deelname | Geen deelname | Geen deelname | Geen deelname | Geen deelname |
| 1993 | Geen deelname | Geen deelname | Geen deelname | Geen deelname | Geen deelname | Geen deelname | Geen deelname |
| 1994 | Geen deelname | Geen deelname | Geen deelname | Geen deelname | Geen deelname | Geen deelname | Geen deelname |
| 1995 | Geen deelname | Geen deelname | Geen deelname | Geen deelname | Geen deelname | Geen deelname | Geen deelname |
| 1996 | Geen deelname | Geen deelname | Geen deelname | Geen deelname | Geen deelname | Geen deelname | Geen deelname |
| 1997 | Geen deelname | Geen deelname | Geen deelname | Geen deelname | Geen deelname | Geen deelname | Geen deelname |
| 1998 | Geen deelname | Geen deelname | Geen deelname | Geen deelname | Geen deelname | Geen deelname | Geen deelname |
| 1999 | Geen deelname | Geen deelname | Geen deelname | Geen deelname | Geen deelname | Geen deelname | Geen deelname |
| 2000 | Geen deelname | Geen deelname | Geen deelname | Geen deelname | Geen deelname | Geen deelname | Geen deelname |
| 2001 | Geen deelname | Geen deelname | Geen deelname | Geen deelname | Geen deelname | Geen deelname | Geen deelname |
| 2002 | Geen deelname | Geen deelname | Geen deelname | Geen deelname | Geen deelname | Geen deelname | Geen deelname |
| 2003 | Geen deelname | Geen deelname | Geen deelname | Geen deelname | Geen deelname | Geen deelname | Geen deelname |
| 2004 | Geen deelname | Geen deelname | Geen deelname | Geen deelname | Geen deelname | Geen deelname | Geen deelname |
| 2005 | Geen deelname | Geen deelname | Geen deelname | Geen deelname | Geen deelname | Geen deelname | Geen deelname |
| 2006 | Geen deelname | Geen deelname | Geen deelname | Geen deelname | Geen deelname | Geen deelname | Geen deelname |
| 2007 | Geen deelname | Geen deelname | Geen deelname | Geen deelname | Geen deelname | Geen deelname | Geen deelname |

| Jaar | Plaats        | Skip                   | WG            | W             | V             | PV            | PT            |
| ---- | ------------- | ---------------------- | ------------- | ------------- | ------------- | ------------- | ------------- |
| 2008 | Geen deelname | Geen deelname          | Geen deelname | Geen deelname | Geen deelname | Geen deelname | Geen deelname |
| 2009 | Geen deelname | Geen deelname          | Geen deelname | Geen deelname | Geen deelname | Geen deelname | Geen deelname |
| 2010 | Geen deelname | Geen deelname          | Geen deelname | Geen deelname | Geen deelname | Geen deelname | Geen deelname |
| 2011 | Geen deelname | Geen deelname          | Geen deelname | Geen deelname | Geen deelname | Geen deelname | Geen deelname |
| 2012 | Geen deelname | Geen deelname          | Geen deelname | Geen deelname | Geen deelname | Geen deelname | Geen deelname |
| 2013 | Geen deelname | Geen deelname          | Geen deelname | Geen deelname | Geen deelname | Geen deelname | Geen deelname |
| 2014 | Geen deelname | Geen deelname          | Geen deelname | Geen deelname | Geen deelname | Geen deelname | Geen deelname |
| 2015 | Geen deelname | Geen deelname          | Geen deelname | Geen deelname | Geen deelname | Geen deelname | Geen deelname |
| 2016 | Geen deelname | Geen deelname          | Geen deelname | Geen deelname | Geen deelname | Geen deelname | Geen deelname |
| 2017 | Geen deelname | Geen deelname          | Geen deelname | Geen deelname | Geen deelname | Geen deelname | Geen deelname |
| 2018 | Geen deelname | Geen deelname          | Geen deelname | Geen deelname | Geen deelname | Geen deelname | Geen deelname |
| 2019 | Geen deelname | Geen deelname          | Geen deelname | Geen deelname | Geen deelname | Geen deelname | Geen deelname |
| 2021 | Geen deelname | Geen deelname          | Geen deelname | Geen deelname | Geen deelname | Geen deelname | Geen deelname |
| 2022 | Geen deelname | Geen deelname          | Geen deelname | Geen deelname | Geen deelname | Geen deelname | Geen deelname |
| 2023 | Geen deelname | Geen deelname          | Geen deelname | Geen deelname | Geen deelname | Geen deelname | Geen deelname |
| 2024 | Geen deelname | Geen deelname          | Geen deelname | Geen deelname | Geen deelname | Geen deelname | Geen deelname |
| 2025 | 13            | Virginija Paulauskaitė | 12            | 0             | 12            | 37            | 110           |

## Litouwen op het Europees kampioenschap
| Jaar | Plaats        | Skip                   | WG            | W             | V             | PV            | PT            |
| ---- | ------------- | ---------------------- | ------------- | ------------- | ------------- | ------------- | ------------- |
| 1990 | Geen deelname | Geen deelname          | Geen deelname | Geen deelname | Geen deelname | Geen deelname | Geen deelname |
| 1991 | Geen deelname | Geen deelname          | Geen deelname | Geen deelname | Geen deelname | Geen deelname | Geen deelname |
| 1992 | Geen deelname | Geen deelname          | Geen deelname | Geen deelname | Geen deelname | Geen deelname | Geen deelname |
| 1993 | Geen deelname | Geen deelname          | Geen deelname | Geen deelname | Geen deelname | Geen deelname | Geen deelname |
| 1994 | Geen deelname | Geen deelname          | Geen deelname | Geen deelname | Geen deelname | Geen deelname | Geen deelname |
| 1995 | Geen deelname | Geen deelname          | Geen deelname | Geen deelname | Geen deelname | Geen deelname | Geen deelname |
| 1996 | Geen deelname | Geen deelname          | Geen deelname | Geen deelname | Geen deelname | Geen deelname | Geen deelname |
| 1997 | Geen deelname | Geen deelname          | Geen deelname | Geen deelname | Geen deelname | Geen deelname | Geen deelname |
| 1998 | Geen deelname | Geen deelname          | Geen deelname | Geen deelname | Geen deelname | Geen deelname | Geen deelname |
| 1999 | Geen deelname | Geen deelname          | Geen deelname | Geen deelname | Geen deelname | Geen deelname | Geen deelname |
| 2000 | Geen deelname | Geen deelname          | Geen deelname | Geen deelname | Geen deelname | Geen deelname | Geen deelname |
| 2001 | Geen deelname | Geen deelname          | Geen deelname | Geen deelname | Geen deelname | Geen deelname | Geen deelname |
| 2002 | Geen deelname | Geen deelname          | Geen deelname | Geen deelname | Geen deelname | Geen deelname | Geen deelname |
| 2003 | Geen deelname | Geen deelname          | Geen deelname | Geen deelname | Geen deelname | Geen deelname | Geen deelname |
| 2004 | Geen deelname | Geen deelname          | Geen deelname | Geen deelname | Geen deelname | Geen deelname | Geen deelname |
| 2005 | Geen deelname | Geen deelname          | Geen deelname | Geen deelname | Geen deelname | Geen deelname | Geen deelname |
| 2006 | 21            | Virginija Paulauskaitė | 5             | 0             | 5             | 25            | 50            |

| Jaar | Plaats        | Skip                   | WG            | W             | V             | PV            | PT            |
| ---- | ------------- | ---------------------- | ------------- | ------------- | ------------- | ------------- | ------------- |
| 2007 | 19            | Virginija Paulauskaitė | 6             | 2             | 4             | 34            | 59            |
| 2008 | Geen deelname | Geen deelname          | Geen deelname | Geen deelname | Geen deelname | Geen deelname | Geen deelname |
| 2009 | Geen deelname | Geen deelname          | Geen deelname | Geen deelname | Geen deelname | Geen deelname | Geen deelname |
| 2010 | Geen deelname | Geen deelname          | Geen deelname | Geen deelname | Geen deelname | Geen deelname | Geen deelname |
| 2011 | Geen deelname | Geen deelname          | Geen deelname | Geen deelname | Geen deelname | Geen deelname | Geen deelname |
| 2012 | Geen deelname | Geen deelname          | Geen deelname | Geen deelname | Geen deelname | Geen deelname | Geen deelname |
| 2013 | Geen deelname | Geen deelname          | Geen deelname | Geen deelname | Geen deelname | Geen deelname | Geen deelname |
| 2014 | Geen deelname | Geen deelname          | Geen deelname | Geen deelname | Geen deelname | Geen deelname | Geen deelname |
| 2015 | Geen deelname | Geen deelname          | Geen deelname | Geen deelname | Geen deelname | Geen deelname | Geen deelname |
| 2016 | 18            | Virginija Paulauskaitė | 19            | 10            | 9             | 123           | 127           |
| 2017 | 17            | Virginija Paulauskaitė | 9             | 3             | 6             | 44            | 67            |
| 2018 | 14            | Virginija Paulauskaitė | 11            | 5             | 6             | 60            | 76            |
| 2019 | 20            | Asta Vaičekonytė       | 9             | 1             | 8             | 37            | 76            |
| 2021 | 15            | Virginija Paulauskaitė | 18            | 14            | 4             | 127           | 85            |
| 2022 | 13            | Virginija Paulauskaitė | 11            | 8             | 3             | 89            | 65            |
| 2023 | 12            | Virginija Paulauskaitė | 11            | 7             | 4             | 72            | 69            |
| 2024 | 8             | Virginija Paulauskaitė | 9             | 1             | 8             | 40            | 82            |

Andorra · Australië · België · Brazilië · Bulgarije · Canada · China · Chinees Taipei · Denemarken · Duitsland · Engeland · Estland · Filipijnen · Finland · Frankrijk · Groot-Brittannië · Hongarije · Hongkong · Ierland · Italië · Jamaica · Japan · Kazachstan · Kenia · Kroatië · Letland · Litouwen · Luxemburg · Mexico · Nederland · Nieuw-Zeeland · Nigeria · Noorwegen · Oekraïne · Oostenrijk · Polen · Portugal · Qatar · Roemenië · Rusland · Schotland · Servië · Slovenië · Slowakije · Spanje · Thailand · Tsjechië · Tsjecho-Slowakije · Turkije · Verenigde Staten · Wales · Wit-Rusland · Zuid-Korea · Zweden · Zwitserland